# مرگ‌نشان کرانه خاوری
مرگ‌نشان کرانه خاوری (نام علمی: Sheppardia gunningi) نام یک گونه از سرده مرگ‌نشان است.